# TUGZip
TUGZip é um compactador de arquivos para o Microsoft Windows distribuido sob a licença freeware. Manipula uma grande variedade de formatos de arquivos, includindo alguns geralmente usados e já popularizados, como o ZIP, RAR, GZIP, BZIP2, e 7z. Seu grande deferencial é a possibilidade de abrir imagens de CDs, coisa que seus concorrentes não possuem ou apenas se ligam a uma ou duas imagens. Suporta as imagens de CD: BIN, C2D, IMG, ISO e NRG.

## Curiosidades
- Atualmente a versão 4 do programa TUGZip está em desenvolvimento, sendo considerada pelos desenvolvedores como potencialmente a ser de código-livre (open-source).
- Seu criador, Christian Kindahl, agora trabalha no Infra Recorder, um software preparado para administrar todas as operações relativas à gravação dos CDs e DVDs em seu computador, sem deixar nada a desejar a outros. Seu grande diferencial é o tamanho do arquivo, 1,4Mb, e por ser open-source.